# Josef Hamšík
Plk. Josef Hamšík (7. března 1895 Zádveřice – 8. dubna 1943 Berlín) byl československý armádní letec a odbojář z období druhé světové války, popravený nacisty. Jeho manželkou byla Eliška Hamšíková-Hartmanová, vůbec druhá držitelka pilotního průkazu v Československu.

## Život

### Mládí a první světová válka
Josef Hamšík se narodil 7. března 1895 v Zádveřicích v dnešním zlínském okrese. Absolvoval obecnou školu ve Vizovicích a poté studoval na učitelském ústavu v Hradci Králové, kde i v roce 1914 odmaturoval. Krátce působil v učitelské funkci na Kroměřížsku, v únoru 1915 narukoval do c. k. armády. Ještě v témže roce absolvoval důstojnickou školu a stal se velitelem čety u pěšího pluku na ruské frontě. V roce 1917 prodělal krátké intermezzo na frontě italské a v Osijeku, vrátil se ale zpět. Po několika žádostech o přidělení k leteckému výcviku nastoupil v květnu 1918 do kurzu pro letecké pozorovatele ve Vídeňském Novém Městě, po jehož ukončení byl přidělen na piavské bojiště.

### Mezi světovými válkami

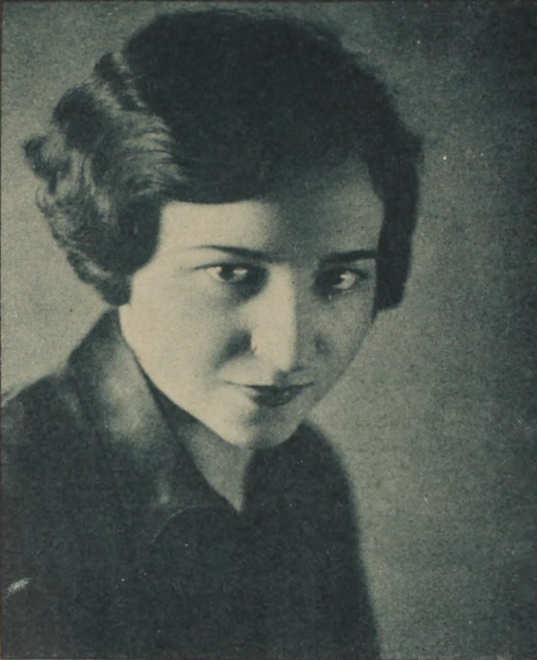
Eliška Hamšíková-Hartmanová

Do Československa se Josef Hamšík vrátil 8. listopadu 1918 a již po dvou dnech se hlásil u vojenského letectva. Umístěn byl nakrátko v Brně a poté u 1. letecké setniny v Uherském Hradišti. I když měla jednotka pouze dva letuschopné stroje podporovala zajišťování hranic na jižním Slovensku a poté se na začátku roku 1919 zúčastnila v prostoru Opavy konfliktu s Polskem. V roce 1919 se jako člen jednotky Bre 590 účastnil bojů s Maďary a v jejím rámci několika bombardovacích akcí mmj. s pilotem Josephem Pouliquenem budoucím velitelem eskadry Normandie či jako pozorovatel s Bedřichem Starým. V roce 1920 prodělal pilotní výcvik a v roce 1923 kurzy stíhacího pilota a létání v noci. Od dubna 1924 velel Letce 32 ve Kbelích, od listopadu téhož roku již v hodnosti kapitána náhradní letce Leteckého pluku 1 tamtéž. 20. září 1925 se stal vítězem závodu o cenu prezidenta republiky v kategorii lehkých letadel a poté prováděl dálkové propagační lety po Evropě, ustanovil několik leteckých rekordů a vedl družstva účastnící se zahraničních exhibic. V roce 1927 se stal velitelem Pilotní školy stíhací v Chebu, kde se o rok později stal i předsedou pobočky Masarykovy letecké ligy a v roce 1932 velitelem stíhací perutě. V této funkci již v hodnosti podplukovníka pokračoval od roku 1934 v Praze a to až do rozpuštění armády po německé okupaci. Během všeobecné mobilizace v roce 1938 velel peruti I/4, jejíž tři stíhací letky měly zabezpečovat protileteckou obranu Prahy. Publikoval odborné články.

### Druhá světová válka
Po německé okupaci byl Josef Hamšík činný ve Svazu letců republiky Československé, která organizovala odchody letců do zahraničí. K tomu provozoval zpravodajskou činnost napojenou na Obranu národa a skupinu Miloše Otty Bondyho. 13. února 1940 se s bratrem Janem pokusil opustit Protektorát Čechy a Morava, ale neuspěl a stáhl se do ilegality. V noci z 19. na 20. března byl při návštěvě rodiny zatčen Gestapem a poté vyslýchán a vězněn na Pankráci, Drážďanech a Gollnově. Byl odsouzen k trestu smrti a 8. dubna 1943 v Berlíně popraven.

## Rodina
Rodina Josefa Hamšíka měla slovenské kořeny. V roce 1928 se oženil s Eliškou Hartmanovou, která byla rovněž pilotkou, druhou držitelkou pilotní licence v ČSR. Manželům se v roce 1931 narodila dcera Dagmar. Jeho mladší bratr Timoteus Hamšík se také stal vojenským pilotem, v roce 1939 opustil republiku a 14. května 1940 padl jako stíhač v bojích u Sedanu. Bratr Jan Hamšík byl po neúspěšném útěku za hranice vězněn v koncentračních táborech, válku ale přežil.

## Ocenění

### Vyznamenání
- 1921 Československý válečný kříž 1914–1918
- 1936 Řád rumunské koruny

### Posmrtná ocenění
- 1946 povýšen in memoriam do hodnosti plukovníka
- 1946 Československý válečný kříž 1939